# Torta de Aranda

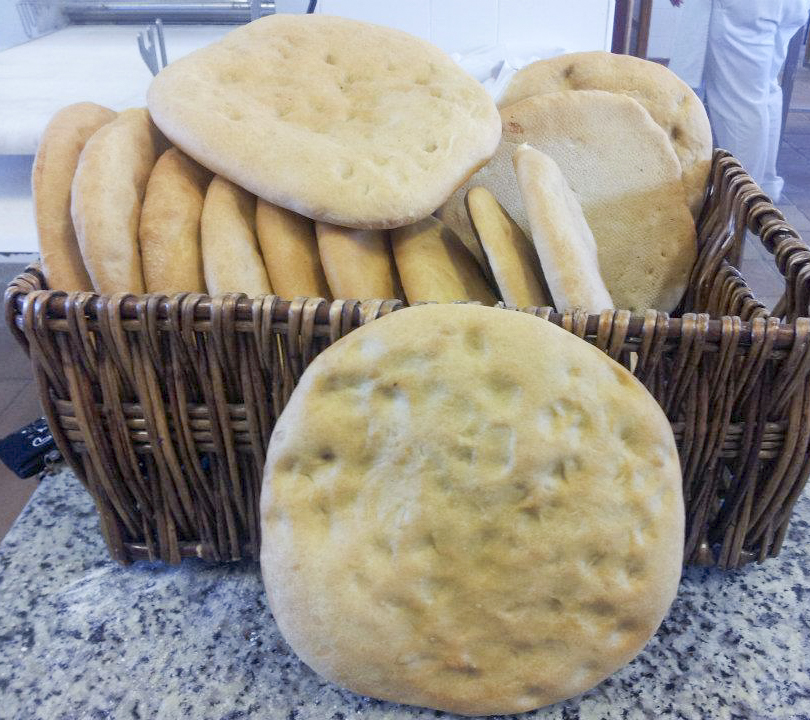

La torta de Aranda es una especialidad panadera con «Marca de Garantía», que se elabora a base de harina de trigo, agua, sal, levadura, masa madre, mejorantes panarios y aceite de oliva o de girasol. La adición de aceite le proporciona un sabor característico, además de una corteza suave, fina y dorada, y una miga sabrosa y ligeramente alveolada.
El uso de la denominación «torta de Aranda» está autorizado desde el 8 de enero de 2013. Abarca una demarcación geográfica que incluye una serie de municipios que se asientan en las cercanías del río Duero, a lo largo de las provincias de Burgos, Soria, Segovia y Valladolid, en España, desde el Burgo de Osma hasta Campaspero.
También recibe los nombres genéricos de torta de aceite y torta castellana, que, como tales, se elaboran en otras zonas de la meseta norte, como, por ejemplo, en Villadiego (Burgos). 
Durante algunos años, se barajó la posibilidad de que fuera reconocida como Indicación Geográfica Protegida (IGP).

## Historia
Inicialmente era una pieza de forma no muy definida que se usaba para saber si los hornos estaban a la temperatura adecuada para la elaboración del pan normal. En función del color que tomaba, el horno estaba frío (poco color) o demasiado caliente (la pieza se quemaba en poco tiempo). En tiempos posteriores vendría la costumbre de untarlo con aceite para que se tostara antes. Este tipo de pan pasó a usarse como pan para acompañamiento del lechazo y del vino local, especialmente en el sector de la restauración.

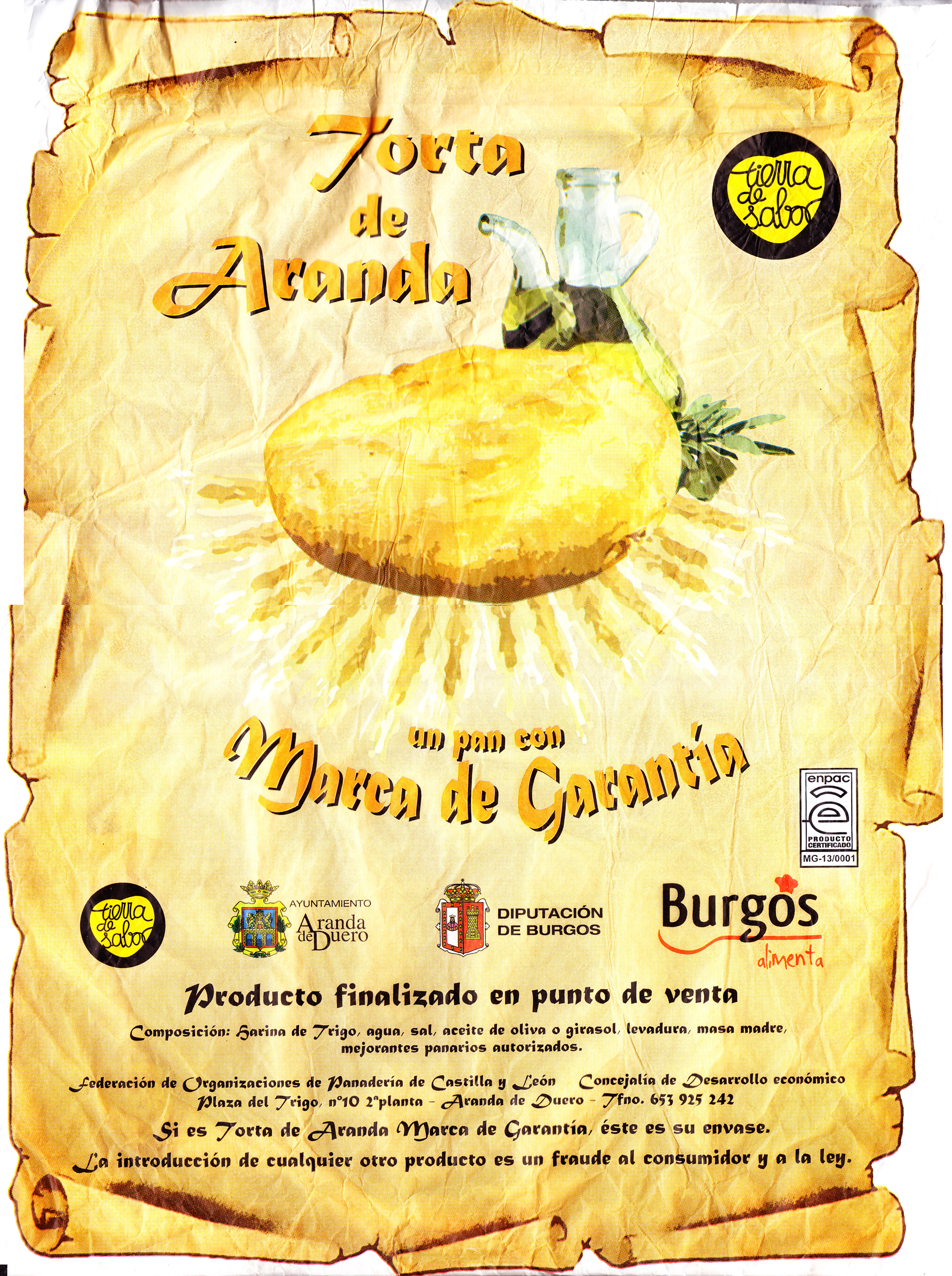
Envase de norma de calidad de la Torta de Aranda, que incluye el logotipo y varias especificaciones.

## Marca de Calidad

### Proceso
Los estudios para conseguir la Marca de Garantía Torta de Aranda se iniciaron 2008. Fueron realizados por la Federación de Panadería de Castilla y León. Tras un periodo de desinterés por parte de la industria y gracias al desarrollo asociativo del gremio, se retomó el proyecto y en marzo de 2011 se registró el Reglamento de Uso en el Instituto Tecnológico Agrario de Castilla y León (Itacyl), solicitando su aprobación. La Junta de Castilla y León aprobó el 8 de enero de 2013 el sello de Marca de Garantía para la Torta de Aranda. Seguía así al reconocimiento de otro producto panadero regional, el Pan de Valladolid. El 20 de febrero de 2013 se presentó oficialmente  en el programa «Vamos a Ver» de la Televisión Autonómica de Castilla y León.

### Distribución geográfica
La zona de producción fijada por el reglamento es la misma que se fijó para la IGP (que aún no tiene reconocida), un área que tiene al corredor del río Duero como eje central, que abarca 180 municipios de cuatro provincias, con Aranda de Duero como centro y que tiene un radio de acción de unos 40 kilómetros en sentido norte, este y oeste, y de 80 km hacia el sur.

### Características de materias primas y formulación
Establecidas en la marca de sanidad de la siguiente maneraː
- Harina de Trigo (W=mínimo 150.10-4 J.): 100 kg, molturada en Castilla y León.[6]
- Agua: Mínimo 60%
- Sal: Máximo 1,8%
- Masa Madre: Se podrá utilizar un máximo del 25%
- Mejorante: En las dosis recomendadas por el fabricante (opcional).
- Levadura: Máximo 2% (masa con muy poca levadura).[6]
- Aceite de oliva de preferencia[6] o de girasol.

### Logotipo
Se estampa en el envase. El logotipo reproduce una torta detrás de la cual hay hojas de olivo, aceitunas y una aceitera, y por debajo emergen espigas de trigo.
Se encuentra también amparado bajo la Marca de Garantía Tierra de Sabor.

## Elaboración
Esta especialidad gastronómica tiene el siguiente proceso de elaboración:
- Amasado de todos los ingredientes excepto el aceite, hasta que la masa sea fina y elástica, a una temperatura de 22-24 °C.
- Se divide la masa en piezas de unos 400 g, que se bolean y dejan reposar durante 30'
- Las bolas se cubren con el aceite (oliva o girasol) rociándolas y se aplastan hasta darles la forma propia de la especialidad. En la masa aplastada se hacen unos hoyos con los dedos.[11]
- Fermentación durante 1 hora, hasta que doble el volumen.
- Nuevo rociado con aceite.
- Horneado durante 25' a 210 °C con poco vapor o sin vapor.

La harina ha de ser de media fuerza (se recomienda W = 180;P/L = 0,6).

## Gastronomía

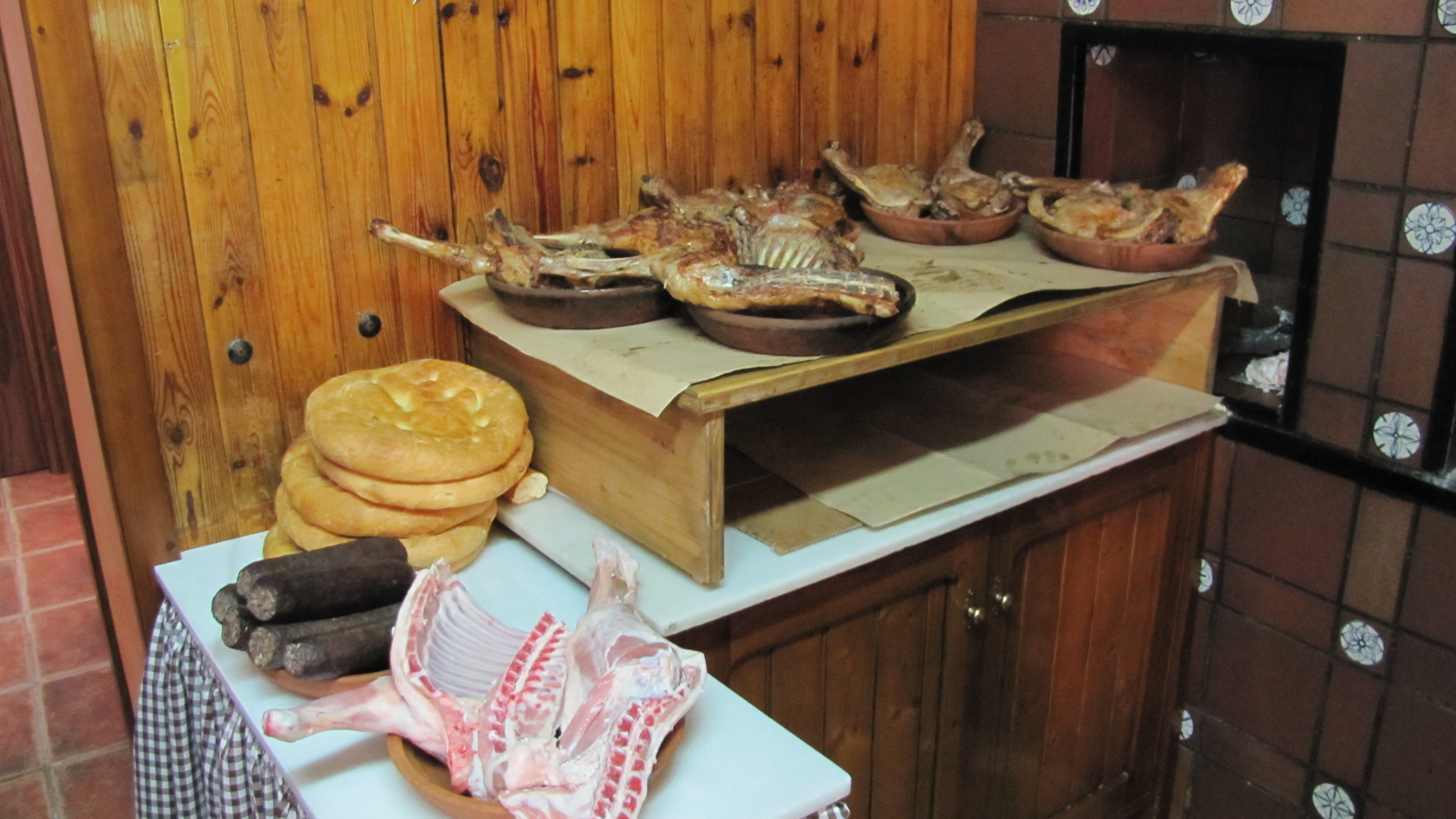
Tortas de Aranda, junto con lechazo y morcilla de Burgos, en un restaurante Arandino.

Es costumbre que, en la mesa, la torta de Aranda acompañe a la degustación de carnes rojas o guisos fuertes, como el lechazo o cordero asado, especialidad castellana, junto al vino local (Ribera del Duero). El lechazo es el cordero que solo se ha alimentado de la leche de la madre.